# 임금체불
임금체불(賃金滯拂)은 지급하여야 할 임금을 지급하지 않는 일이다. 

## 임금체불의 종류

### 단순 임금체불
기본급 등 일반적인 임금 지급의 의무를 위반하거나, 휴업수당(같은 법 제46조), 연장·야간·휴일근로수당, 해고예고수당의 지급의무를 위반하는 임금체불이다.
근로기준법에서 규정하고 있다.

### 최저임금체불
고의로 매 시간당 임금을 매년도 최저임금에 미달하여 지급하는 임금체불이다.
최저임금법에서 규정하고 있다.

### 체불금품 청산의무 위반 임금체불
근로자가 사망 또는 퇴직후  14일 이내에 지급하여야 할 임금, 보상금, 그 밖에 일체의 금품을 지급하지 않는 임금체불이다.
근로기준법에서 규정하고 있다.

### 퇴직금 임금체불
근로자가 퇴직후  14일 이내에 지급하여야 할 퇴직금을 지급하지 않는 임금체불이다.
근로자퇴직급여 보장법에서 규정하고 있다.  